# Rhynchoconger guppyi
Rhynchoconger guppyi är en fiskart som först beskrevs av John Roxborough Norman 1925.  Rhynchoconger guppyi ingår i släktet Rhynchoconger och familjen havsålar. Inga underarter finns listade i Catalogue of Life.